# Monte Carlo Masters 2025
Il Monte Carlo Masters 2025, ufficialmente Rolex Monte Carlo Masters 2025 per motivi di sponsorizzazione, è stato un torneo di tennis maschile che si è giocato sulla terra rossa. È stata la 118ª edizione del Monte Carlo Masters facente parte dell'ATP Tour Masters 1000 nell'ambito dell'ATP Tour 2025. Il torneo si è giocato al Monte Carlo Country Club di Roccabruna (in Francia), vicino a Monte Carlo, dal 6 al 13 aprile 2025.

## Partecipanti al singolare

### Teste di serie
| Nazionalità | Giocatore             | Ranking* | Testa di serie |
| ----------- | --------------------- | -------- | -------------- |
| Germania    | Alexander Zverev      | 2        | 1              |
| Spagna      | Carlos Alcaraz        | 3        | 2              |
| Serbia      | Novak Đoković         | 5        | 3              |
| Norvegia    | Casper Ruud           | 6        | 4              |
| Regno Unito | Jack Draper           | 7        | 5              |
| Grecia      | Stefanos Tsitsipas    | 8        | 6              |
|             | Andrej Rublëv         | 9        | 7              |
| Australia   | Alex de Minaur        | 10       | 8              |
|             | Daniil Medvedev       | 11       | 9              |
| Danimarca   | Holger Rune           | 12       | 10             |
| Stati Uniti | Ben Shelton           | 14       | 11             |
| Francia     | Arthur Fils           | 15       | 12             |
| Italia      | Lorenzo Musetti       | 16       | 13             |
| Stati Uniti | Frances Tiafoe        | 17       | 14             |
| Bulgaria    | Grigor Dimitrov       | 18       | 15             |
| Canada      | Félix Auger-Aliassime | 19       | 16             |

* Ranking al 31 marzo 2025.

#### Altri partecipanti
I seguenti giocatori hanno ricevuto una wildcard per il tabellone principale:
- Fabio Fognini
- Richard Gasquet
- Valentin Vacherot
- Stan Wawrinka

I seguenti giocatori sono entrati nel tabellone principale passando dalle qualificazioni:

- Daniel Altmaier
- Bu Yunchaokete
- Dušan Lajović
- Fábián Marozsán
- Corentin Moutet
- Mariano Navone
- Camilo Ugo Carabelli

#### Ritiri
Prima del torneo
- Taylor Fritz → sostituito da  Roberto Bautista Agut
- Hubert Hurkacz → sostituito da  Miomir Kecmanović

## Partecipanti al doppio

### Teste di serie
| Nazione     | Giocatore         | Nazione       | Giocatore        | Ranking* | Testa di serie |
| ----------- | ----------------- | ------------- | ---------------- | -------- | -------------- |
| El Salvador | Marcelo Arévalo   | Croazia       | Mate Pavić       | 2        | 1              |
| Finlandia   | Harri Heliövaara  | Regno Unito   | Henry Patten     | 7        | 2              |
| Italia      | Simone Bolelli    | Italia        | Andrea Vavassori | 13       | 3              |
| Germania    | Kevin Krawietz    | Germania      | Tim Pütz         | 17       | 4              |
| Spagna      | Marcel Granollers | Argentina     | Horacio Zeballos | 21       | 5              |
| Croazia     | Nikola Mektić     | Nuova Zelanda | Michael Venus    | 27       | 6              |
| Regno Unito | Julian Cash       | Regno Unito   | Lloyd Glasspool  | 31       | 7              |
| Argentina   | Máximo González   | Argentina     | Andrés Molteni   | 37       | 8              |

* Ranking al 31 marzo 2025.

### Altri partecipanti
Le seguenti coppie di giocatori hanno ricevuto una wildcard per il tabellone principale:
- Romain Arneodo /  Manuel Guinard
- Arthur Rinderknech /  Valentin Vacherot
- Petros Tsitsipas /  Stefanos Tsitsipas

### Ritiri
Prima del torneo
- Grigor Dimitrov /  Hubert Hurkacz → sostituiti da  Christian Harrison /  Evan King

## Punti
Poiché il Masters di Monte Carlo è un Masters 1000 non obbligatorio ha una speciale regola per il punteggio: pur essendo conteggiato come un torneo 500 i punti sono quelli di un Masters 1000.
| Torneo    | V    | F   | SF  | QF  | 3T   | 2T  | 1T | Q    | Q2   | Q1   |
| Singolare | 1000 | 650 | 400 | 200 | 100  | 50* | 10 | 30   | 16   | 0    |
| Doppio    | 1000 | 600 | 360 | 180 | N.D. | 90* | 0  | N.D. | N.D. | N.D. |

* I giocatori con un bye ricevono i punti del primo turno.

## Montepremi
| Torneo    | V        | F        | SF       | QF       | 3T      | 2T      | 1T      | Q2      | Q1     |
| Singolare | 946610 € | 516925 € | 282650 € | 154170 € | 82465 € | 44220 € | 24500 € | 12550 € | 6570 € |
| Doppio*   | €        | €        | €        | €        | €       | N.D.    | €       | N.D.    | N.D.   |

*per team

## Campioni

### Singolare
Carlos Alcaraz ha sconfitto in finale  Lorenzo Musetti con il punteggio di 3–6, 6–1, 6–0.
- È il diciottesimo titolo in carriera per Alcaraz, il secondo in stagione.

### Doppio
Romain Arneodo /  Manuel Guinard hanno sconfitto in finale  Julian Cash /  Lloyd Glasspool con il punteggio di 1–6, 7–6(8), [10–8].